# Тривиняно Удинезе
Тривиня̀но Удинѐзе (на италиански: Trivignano Udinese; на фриулски: Trivignàn, Тривинян) е село и община в Северна Италия, провинция Удине, автономен регион Фриули-Венеция Джулия. Разположено е на 43 m надморска височина. Населението на общината е 1700 души (към 2010 г.).